# Ушћа човековог срца
Ушћа човековог срца су анатомски отвори помоћу којих срчане преткоморе и коморе комуницирају међусобно или са плућном артеријом, аортом, горњом и доњом шупљом веном и плућним венама. Срце као двофазна мишићна пумпа својим ритмичким контракцијама прима крв из вена, и потискује је кроз своје шупљине (преткоморе и коморе) у артерије. Тај процес између појединих делова срца и циркулације остварује уз помоћ срчаних ушћа, које не само да пропуштају крв већ служе и као вентили који регулишу једносмеран проток крви, и тиме спречавају њено враћање у просторе из којих је она преходне истиснута (коморе, преткоморе, крвни судови).

## Преткоморно-коморна ушћа
Преткоморно-коморна ушћа, су срчани отвори помоћу којих преткоморе комуницирају са коморама. На овим ушћима се налази валвуларни апарат (срчани залисци), који спречавају враћање крви из комора у преткоморе. На десном преткоморно-коморном ушћу је тролисни (трикуспидални) залистак лат. valvula tricuspidalis, а на левој дволисни (митрални) залистак (лат. valvula mitralis).

### Тролисни залистак
Трикуспидална валвула или тролисни залистак (лат. valvula tricuspidalis), регулише проток крви између десне преткоморе и десне коморе. Састоји се од три листића; предњег (А) задњег (P) и септалног (S), Септални залистак је најмањи, и повезан је са кратким хордама уз преградни зид, и одговарајући папиларни мишић. Предњи и задњи залисци су већи. Броју залистака одговара и број папиларних мишића (предњи, септални и задњи папиларни мишић)

### Дволисни залистак
Дволисни залистак који због сличности са бискуповом митром носи назив митрална валвула (лат. valvula mitralis), омогућава кисеоником обогаћеној крви да из плућа преко леве преткоморе пређе у леву комору. Састоји се од два залистка; једног вентралног или аортног (А1,2,3) и једног задњег  (P1,2,3) и два припадајућа папиларна мишића лат. mm. papillares).

## Артеријска ушћа
Отвори на артеријским ушћима тј аорти - аортни залистак и плућној артерији - плућни залистак (полумесечасти залисци) су творевине преко којих лева и десна комора комуницирај са плућном артеријом и аортом. Ова два залистка спречавају враћање крви из аорте и плућне артерије у леву односно десну комору. На овим ушћима се налазе по три полумесечаста (семинуларна) залистка, који формирају препреке у облику „ластиног гнезда“ и које у дијастоли крв у аорти, односно плућној артерији, рашири у виду „џепа“ што спречава повратак истиснуте крви у срчане коморе.

### Аортни залистак
Лево артеријско ушће са аортним залистком је отвор преко кога лева комора комуницира са аортом, и омогућава кисеоником обогаћеној крви да из леве коморе уђе, у највећи крвни суд у телу, аорту.
Састоји се од три полумесачаста листића, која се означавају (LCC, RCC, NCC).

### Плућни залистак
Десно артеријско ушће са плућним залистком је отвор преко кога десна комора комуницира са плућном артеријом. Она омогућава регулацију протока крви из десне коморе у плућне артерије. Кроз њега протиче крв која се у плућима обогаћује кисеоником. Плућни залистак, састоји од три полумесечаста листића, који се означавају (АC, LC, RC).

## Ушћа горње и доње шупље вене
На горњој страни десне преткоморе налази се ушће горње шупље вене (лат. ostium v. cavae superioris), а на доњој ушће доње шупље вене (лат. ostium v. cavae inferioris) и веначног (коронарног) синуса.

## Ушћа плућних вена
На задњем зиду леве преткоморе налазе се четири ушћа плућних вена (лат. vv. pulmonales sinistra et vv. pulmonales dextra).
- Срчана ушћа
- База срца, гледано одозго
- Тродимензионални ехокардиограм врха срца и срчаних залистака
- База срчаних комора након уклањања преткомора

## Механизам затварања срчаних ушћа
Залистци затварају односно отварају ушћа у одређеној фази срчане акције. Фаза пуњења крвљу назива се дијастола, а фаза контракције срчаног мишића и пражњење шупљине назива се систола.
У фази дијастоле преткоморе, комора је у фази систоле. Тада су тролисни залистак и дволисни залистак на преткоморско-коморским ушћима затворене, а плућни залистци и аортнаи залистак на артеријским ушћима отворене и комора се празни.
У фази систоле преткомора, комора је у фази дијастоле. У том су тренутку тролисни залистак и дволисни залистак отворене, а плућни залистак и аортни залистак затворени и комора се пуни крвљу.
Срчано пумпање је производ ритмичке контракције и опуштања срчаног мишића, који се назива миокардијум. При контракцији зида преткомора или комора, зид се помера унутар срца и потискује крв у коморе. Овај притисак течности унутар комора приморава крв да напусти срце, и мишићи који чине зид преткоморе или коморе се опуштају и примају нову количину крви. Мишићи зидова комора су дебљи, јер за разлику од преткомора (које морају да усмере крв до комора), коморе усмеравају крв до свих органа у организму, од најближих до најдаљих, и зато морају да имају већу масу како би остварили већу снагу пумпања.
Такође, мишићни зид леве коморе је дебљи од десне, јер десна комора пумпа крв само у плућа, док лева комора пумпа крв у остатак организма. Преткоморе и коморе са обе стране срца (леве и десне) су одвојене преткоморско-коморским залистцима. Улога ових залистака је да контролишу ток крви, тј. регулишу проток крв тако да она тече из преткоморе у комору, а никако у обрнутом смеру, из коморе у преткомору. Преткоморско-коморски залистци се отварају и затварају као резултат цикличних промена притиска са сваким откуцајем срца. Када је притисак у преткомори виши од оног у комори, залистак се отвори, у супротном залистак је затворен.